# Старий дім (фільм, 1969)
«Старий дім» — радянський художній чорно-білий фільм, знятий режисерами Борисом Бунєєвим і Валерієм Бєляковичем на Кіностудії ім. М. Горького в 1969 році. Фільм, присвячений ранньому періоду життя російського письменника, філософа і революціонера О. І. Герцена (1812—1870).

## Сюжет
Фільм оповідає про ранні роки життя Олександра Герцена, про його перше і нерозділене кохання, про метання молодості і дорослішання молодого критика і революціонера.

## У ролях
- Андрій М'ягков —  Олександр Герцен
- Родіон Нахапетов —  Микола Платонович Огарьов
- Ольга Гобзєва —  Наталія Олександрівна, дружина Герцена
- Борис Кумарітов —  Тимофій Миколайович Грановський
- Микита Подгорний —  Микола Христофорович Кетчер
- Микола Дубинський —  Михайло Семенович Щепкін
- Олексій Чернов —  чиновник в судовій палаті
- Євген Євстигнєєв —  Іван Олексійович Яковлєв, батько Герцена
- Галина Григор'єва —  Луїза Іванівна Гааг, мати Герцена
- Євгенія Хованська —  княгиня Хованська
- Андрій Файт —  Микита, лакей Яковлєва
- Олексій Добронравов —  князь
- Ігор Дмитрієв —  Василь Петрович, колишній декабрист
- Георгій Тейх —  чиновник
- Павло Шпрингфельд —  Леонтій Васильович, генерал Дубельт
- Борис Григор'єв —  обвинувачений в підпалі
- Валентин Брилєєв —  чиновник
- Микола Брілінг —  оберполіцмейстер
- Дмитро Масанов —  Єлпідіфор Антіохович, генерал-губернатор Зуров
- Інна Виходцева —  кріпосна Мусіна-Пушкіна
- Євген Кіндінов —  Микола Іванович Сазонов
- Георгій Мілляр —  конвоїр
- Олег Мокшанцев —  тюремний комендант
- Євген Самойлов —  епізод
- Ігор Старигін —  князь Оболенський
- Микола Романов —  чиновник

## Знімальна група
- Режисер: Борис Бунєєв, Валерій Бєлякович
- Сценарій: Йосип Ольшанський, Ніна Руднєва
- Оператор: Георгій Гарибян
- Композитор: Михайло Раухвергер
- Художник: Ольга Бєднова